# 廖庆轩
廖庆轩（1961年—），四川自贡人，汉族，中华人民共和国政治人物、第十二届全国人民代表大会重庆地区代表。
毕业于新加坡南洋理工大学管理经济学专业。加入中国共产党。2013年，担任全国人大代表。